# 폭스바겐 그룹 중국
폭스바겐 그룹 중국(영어: Volkswagen Group China, 중국어: 大众汽车(中国)) 또는 폭스바겐 그룹 차이나는 중화인민공화국에 있는 독일의 자동차 메이커인 폭스바겐 그룹의 한 부서이고 본사는 중국 베이징시에 있다.

## 같이 보기
- 상하이 폭스바겐
- 제일-폭스바겐 모터스